# Szerencsés Dániel
Szerencsés Dániel (en hongarès Daniel agafa el tren és una pel·lícula hongaresa dirigida per Pál Sándor i estrenada el 1983.

## Argument
Al desembre de 1956, després de l'aixafament de la revolució hongaresa. Mariann, la xicota de Daniel, vol marxar del país amb la seva família i li demanaa ell que fugi. Daniel i el seu amic Gyuri afafen el tren amb altres dissidents, que són víctimes de traficants de persones. Un d'ells, Iván Kapás, havia traït a la policia comunista el pare de Gyuri. Es produeix un enreneu i finalment Dani i Gyuri decideixen tornar a Pest, però en Gyuri de sobte salta del tren en marxa i mor.

## Repartiment
- Péter Rudolf: Dániel Szerencsés
- Sándor Zsótér: Gyuri Angeli
- Katalin Szerb: Mariann (com a Kati Szerb)
- Mari Töröcsik: mare de Mariann
- Dezső Garas: pare de Mariann
- Andras Kern: Kapas
- Ági Margitai: mare de Dani
- Tamás Major: l'avi de Dani
- Gyula Bodrogi: pare de Gyuri
- Katalin Takács: la dona embarassada
- István Fazekas: el marit de la dona embarassada
- Ildikó Kishonti: la cantant de l'hotel

## Premis
Va assolir el Premi Fipresci al 36è Festival Internacional de Cinema de Canes.